# Municipio de Madison (condado de Pike)
El municipio de Madison (en inglés: Madison Township) es un municipio ubicado en el condado de Pike en el estado estadounidense de Indiana. En el año 2010 tenía una población de 382 habitantes y una densidad poblacional de 6,68 personas por km².

## Geografía
El municipio de Madison se encuentra ubicado en las coordenadas 38°29′28″N 87°21′30″O / 38.49111, -87.35833. Según la Oficina del Censo de los Estados Unidos, el municipio tiene una superficie total de 57.17 km², de la cual 56,08 km² corresponden a tierra firme y (1,9 %) 1,09 km² es agua.

## Demografía
Según el censo de 2010, había 382 personas residiendo en el municipio de Madison. La densidad de población era de 6,68 hab./km². De los 382 habitantes, el municipio de Madison estaba compuesto por el 99,74 % blancos y el 0,26 % eran de una mezcla de razas. Del total de la población el 0 % eran hispanos o latinos de cualquier raza.